# Герман Бургаве
Ге́рман Бу́ргаве (нід. Herman Boerhaave, nl [ˈɦɛrmɑn ˈbuːrˌɦaːvə]; 31 грудня 1668, Ворхаут — 23 вересня 1738, Лейден) — нідерландський лікар, ботанік і хімік, один з найвидатніших лікарів XVIII століття. Засновник так званої Лейденської медичної школи. Двічі обирався ректором Лейденського університету.

## Біографія

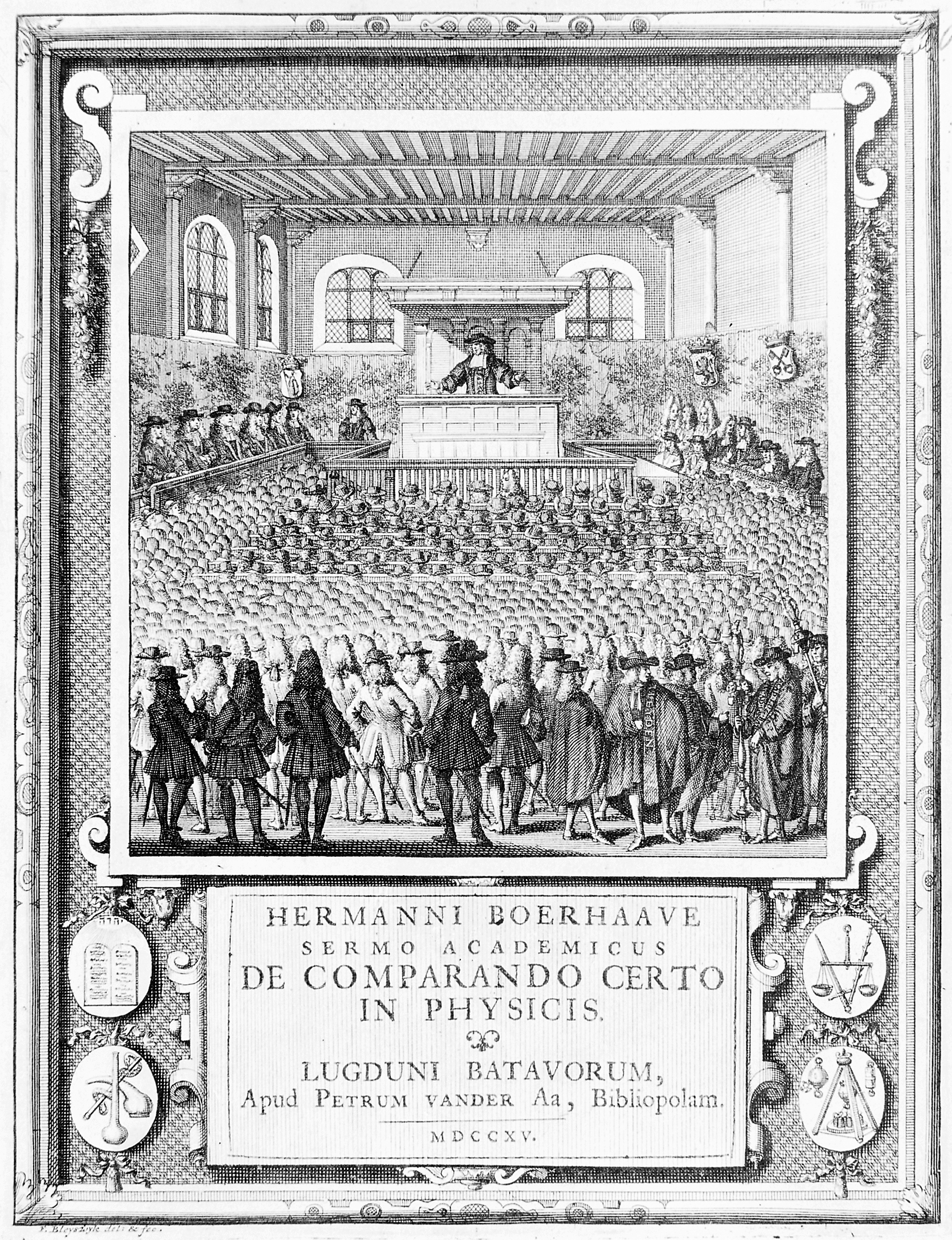
Бургаве читає лекцію в університеті

Герман Бургаве народився 31 грудня 1668 року у містечку Ворхаут, передмісті Лейдена. Його мати Хагар Делдер (Hagar Daelder), донька амстердамського купця, померла у 1673 році, і коли Герману було шість років, його батько, протестантський пастор, одружився вдруге. Під керівництвом свого батька, який хотів, щоб Герман став священиком, вивчав латинську та грецьку мови, філософію і вільні мистецтва. За легендою, у віці 12 років Герман захворів: на його лівій гомілці виникла виразка, яку протягом довго часу намагалися вилікувати різні лікарі, але безрезультатно. Довге та болісне лікування викликало у молодого Бургаве інтерес до медицини і через сім років він вилікував себе сам.
Спочатку Бургаве навчався у латинській школі. На четвертому курсі він мав високі оцінки і став найкращим учнем, внаслідок чого йому запропонували продовжити навчання в Лейденському університеті. У 1682 році несподівано помирає батько Бургаве, залишаючи дружину із дев'ятьма дітьми майже без засобів до існування. У віці 15 років Бургаве поступив до університету і спершу навчався завдяки фінансовій допомозі від благодійників. В університеті він вивчає історію, натурфілософію, логіку, метафізику, давньоєврейську та халдейську мови, заробляючи на життя приватними уроками. У 1689 році, під керівництвом Бурхарда де Волдера, Бургаве захистив дисертацію на тему «De distinctione mentis a corpore» (укр. «Про відмінність духа від тіла»), в якій він критично проаналізував тогочасні доктрини Епікура, Томаса Гоббса і Спінози.
Незважаючи на здобутий науковий ступінь, Бургаве не захотів прийняти духовне звання і присвятив себе медицині. У 1693 році він здобув докторський ступінь з медицини в університеті Хардервейка.
У 1701 році Герман Бургаве став професором медицини в Лейденському університеті. У своєму вступному дискурсі «De commendando Hippocratis studio» він рекомендував своїм учням узяти собі за ідеал лікаря Гіппократа. 1709 року Бургаве також отримує кафедру ботаніки, внаслідок чого очолює і Лейденський ботанічний сад. Приблизно тоді він публікує два свої найголовніші твори: «Інституції» та «Афоризми», написані для своїх учнів у вигляді пояснювальних коментарів до своїх лекцій. Працюючи директором ботанічного саду, Бургаве значно розширює колекцію рослин і публікує низку праць з описами нових видів.
14 вересня 1710 року Герман Бургаве одружився з Марією Дроленво (Maria Drolenvaux), донькою багатого купця Алдермана Абрахама Дроленво. У подружжя було четверо дітей, з яких лише одна донька, Марія Йоанна, досягла дорослого віку, інші померли у дитинстві.
У 1714 році Герман Бургаве зайняв посаду ректора Лейденського університету та одночасно очолив кафедру практичної медицини. Він започаткував принцип клінічних досліджень у медицині, з метою чого відкрив лікарню, де двічі на тиждень демонстрував хворих учням, щоб навчити їх спостерігати та лікувати хвороби. Першим у Нідерландах став читати лекції про хвороби очей. 1718 року, за рішенням університетської ради, очолив також і кафедру хімії.
У 1728 році Германа Бургаве обрали членом Французької академії наук, а два роки по тому — членом Лондонського королівського товариства.
Через погіршення стану здоров'я, 1729 року Бургаве залишив посаду професора кафедр хімії та ботаніки. Помер у Лейдені 23 вересня 1738 року від тривалої хвороби серця, похований у церкві святого Петра в Лейдені.

## Наукові погляди
У царині філософії Герман Бургаве критично сприймав погляди свого сучасника Баруха Спінози, проте захоплювався Ісааком Ньютоном. Бургаве був вірним християнином і часто згадував Бога у своїх працях, зокрема вважав природу Божим творінням, а також казав, що бідні пацієнти — найкращі, адже за них платить Господь.
У медицині Бургаве вже мав правильне поняття про походження нервів від сірої речовини центральних нервових органів та про їх розповсюдження до периферії. Він також вважав за можливе виліковувати віспу ртуттю та стибієм, сприяв поширенню поглядів Бріссо щодо катарактів. Бургаве вчив своїх учнів, що можна бути гарним лікарем, маючи обмежений перелік ліків, але тримаючись подалі від довільних гіпотез.
Бургаве вважається засновником клінічного вивчення медицини шляхом спостереження за хворими; він приділяв багато уваги аутопсії як можливості демонстрації наслідків хвороби. Вперше виділив сечовину із сечі. Першим ввів у медичну практику вдосконалений термометр Г. Д. Фаренгейта і використовував лупу для анатомічних досліджень.
Лозунгом Бургаве був «Simplex sigillum veri» (укр. «Простота — ознака істини»)

## Наукова спадщина

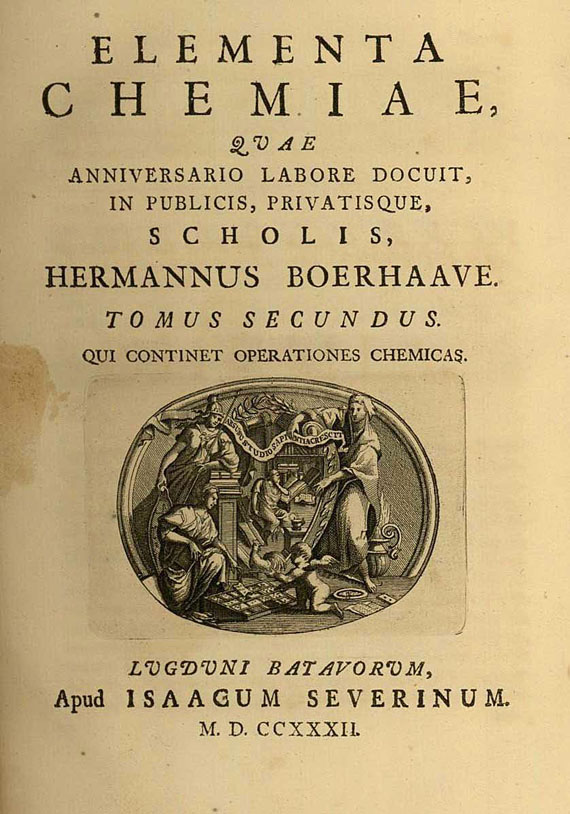
Титульний лист «Elementa chemiae»

Герман Бургаве першим описав синдром Бургаве — спонтанний розрив стравоходу, що супроводжується гострим болем у грудях та/або животі. Бургаве описав цей синдром 1724 року, коли від нього помер барон Ян ван Вассенар, нідерландський адмірал.
Найвідоміші твори Бургаве:
- «Het Nut der Mechanistische Methode in de Geneeskunde» (Лейден, 1703)
- «Institutiones medicae in usus exercitationis annuae domesticos» (Лейден, 1708)
- «Aphorismi de cognoscendis et curandis morbis, in usum doctrinae medicae» (Лейден, 1709)
- «Index plantarum, quae in Horto Academico Lugduno Batavo reperiuntur» (Лейден, 1710)
- «Index Alter Plantarum Quae In Horto Academico Lugduno-Batavo Aluntur» (Лейден, 1720)
- «Elementa chemiae, quae anniversario labore docuit, in publicis, privatisque scholis» (Лейден, 1732)

## Вшанування пам'яті
Ім'ям Германа Бургаве названі:
- музей історії науки та медицини в Лейдені, відкритий у приміщенні анатомічного театру, де працював Бургаве;
- район Бургаведістрікт та вулиця Boerhaavelaan в місті Лейден;
- дільниця Бургавеквартір в місті Гауда;
- Медичний центр Het Medisch Centrum Boerhaave в Амстердамі;
- асоціація медиків Het Particulier Medisch Gezelschap Boerhaave у місті Утрехт;
- Загальноосвітня школа в Девентері;
- коледж Het Boerhaave College в Лейдені.

З березня 1959 року по липень 1987 року ім'я Бургаве мав шпиталь у місті Хардервейк. З 1955 року по 1961 рік портрет Бургаве розміщувався на банкноті номіналом десять гульденів.
У Лейденському університетському медичному центрі регулярно організовують курси підвищення кваліфікації для медиків під назвою «курси Бургаве».
В Лейдені, на вулиці Рейнсбургервег (нід. Rijnsburgerweg) встановлено статую-пам'ятник Герману Бургаве, роботи скульптора Жана Теодора Страке (Jean Theodore Stracké).

## Згадки в літературі
Герман Бургаве згаданий у книзі «Срібні ковзани» американської письменниці Мері Мейп Додж, у главі «Чотириголова людина»:
|  | — Бурхаав… Бурхаав… Це прізвище мені добре знайоме. Пам'ятаю, він народився у 1668 році, але все інше, як завжди, вивітрилось у мене з голови. Знаменитих голландців так багато, що запам'ятати їх просто неможливо. Ким він був? Чи не про нього говорили, що це двоголова людина? Чи він був відомим мандрівником, як Марко Поло? — Насправді він мав не дві, а чотири голови, — зі сміхом підтвердив Бен, — тому що це був видатний лікар, натураліст, ботанік і хімік. |

## Цікаві факти
- Герман Бургаве за все своє життя майже не виїжджав з околиць Лейдена. Найдовшою за відстанню його подорожжю була подорож до Хардервейка (сучасна провінція Гелдерланд), де він навчався в університеті.
- У 1715 році Бургаве зустрівся з російським царем Петром I, який приїхав до Лейдена з метою побачити видатного науковця. Аудієнція відбулася о п'ятій годині ранку.
- Існує історичний анекдот про те, як один китайський мандарин відправив листа Бургаве із адресою «Славетному Бургаве, лікарю в Європі» і лист потрапив до адресата. Втім, історично доведено, що цей лист мандарин віддав голландському консулу, а не відправляв поштою.
- У 1724 році в Парижі учні Бургаве видали книгу «Institutiones et Experimenta chemiae» під ім'ям свого вчителя. Книга мала багато помилок і Бургаве дуже обурився. Втім, це спонукало його до написання великої праці з хімії «Elementa chemiae», кожен примірник якої Бургаве, з метою захисту своєї книги від підробки, підписав власноруч. На зворотньому боці титульного аркуша було спеціально надруковано: «Щоб читач був упевнений в тому, що ця книга дійсно видана мною, я вважав за потрібне власноручно підписати своє ім'я, але не визнаю своїм те, де такий підпис відсутній».

## Галерея

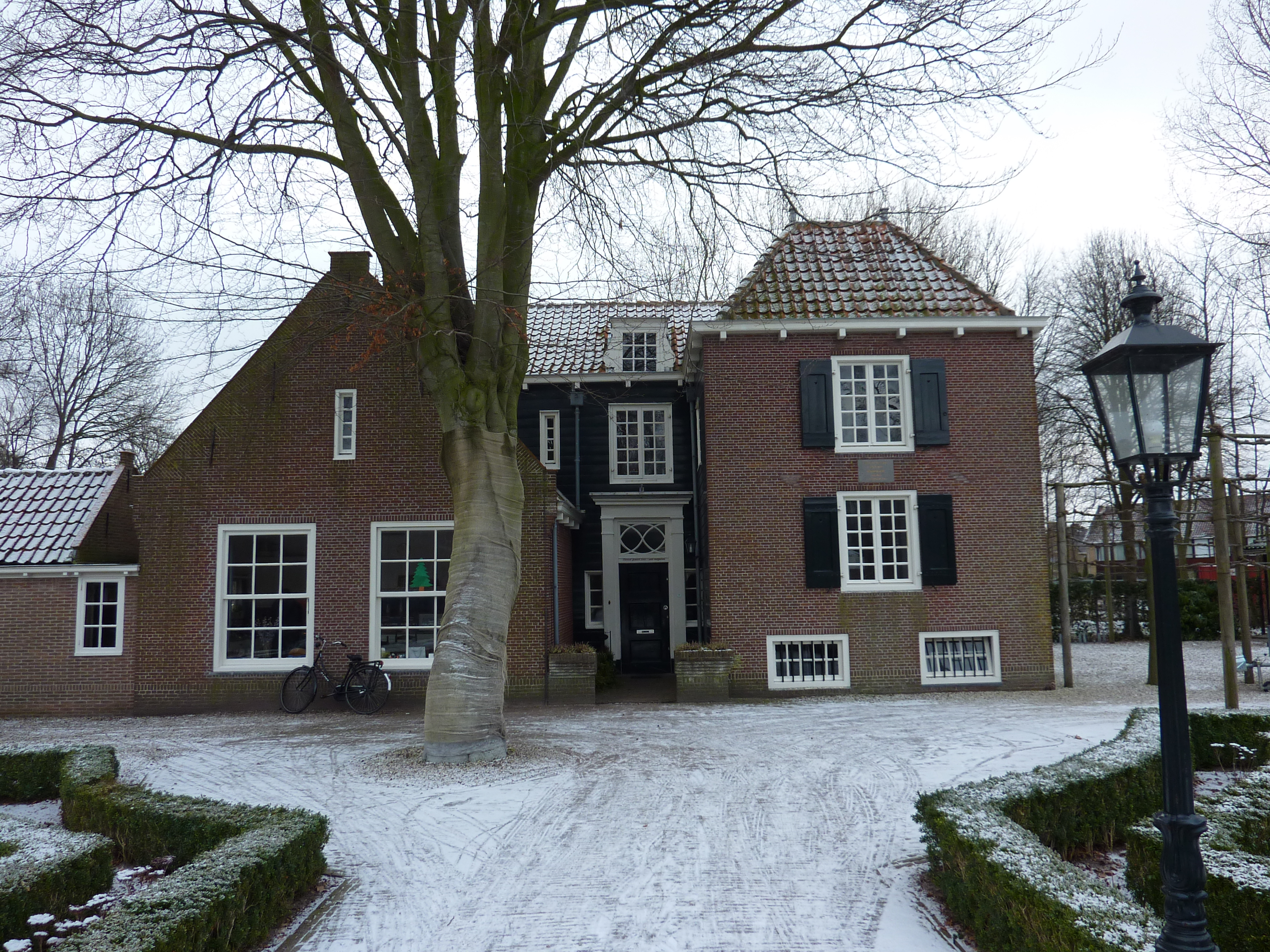
Будинок у Ворхауті, де народився Герман Бургаве
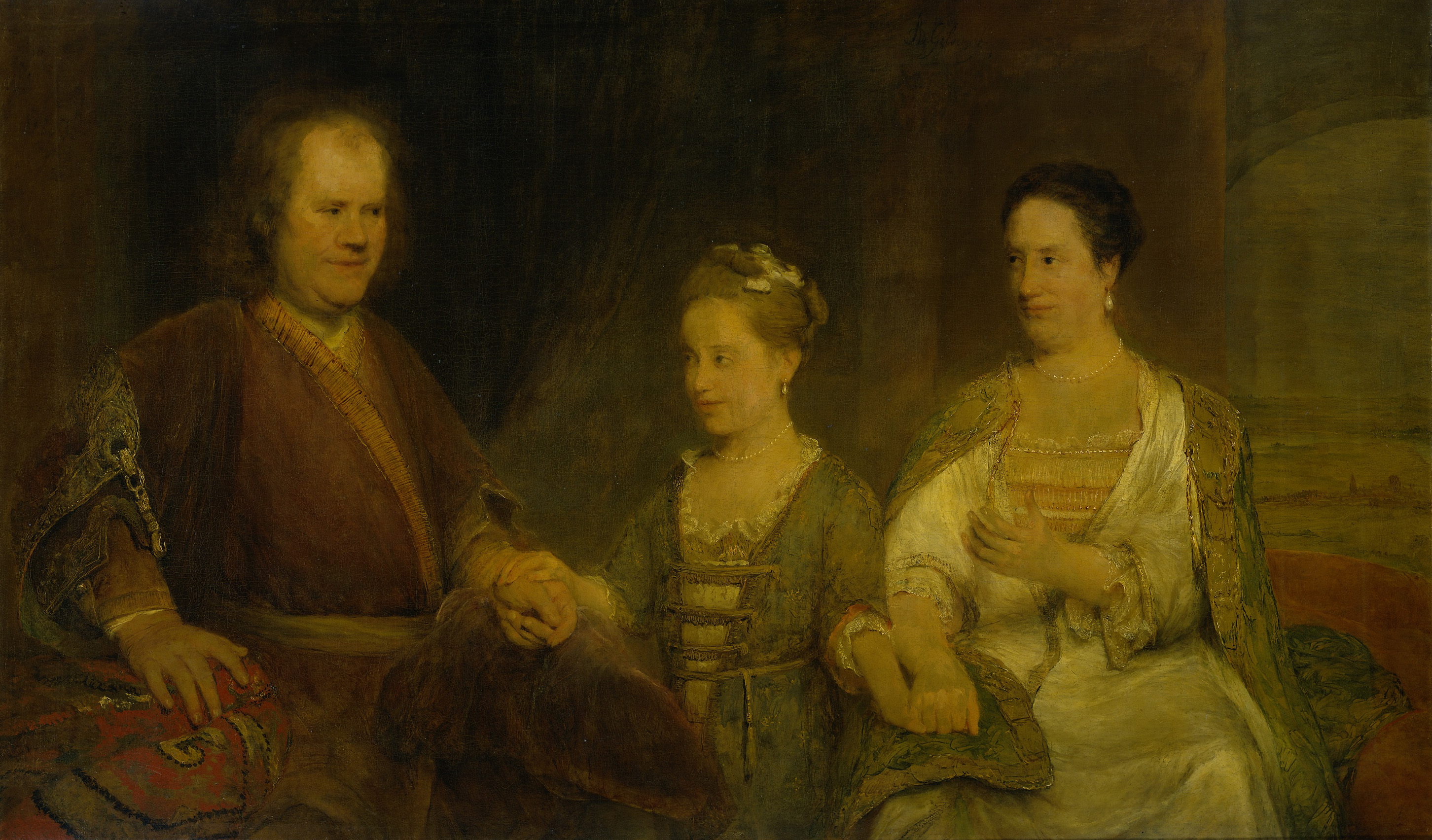
Портрет Бургаве з дружиною і донькою
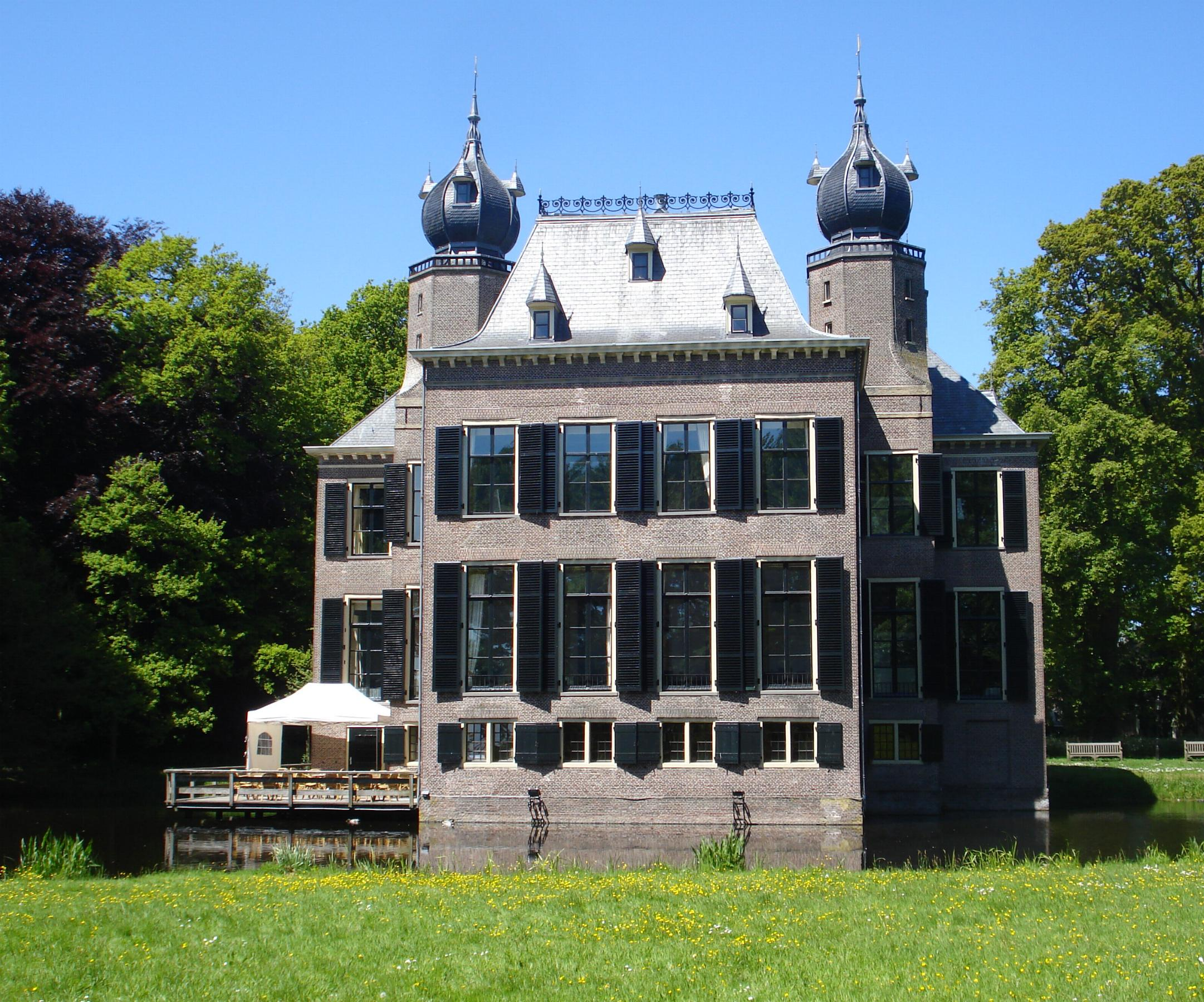
Замок Ауд-Пулгест в околицях Лейдена, де мешкав Бургаве
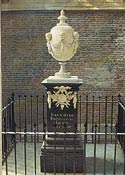
Надгробок Бургаве у церкві святого Петра в Лейдені
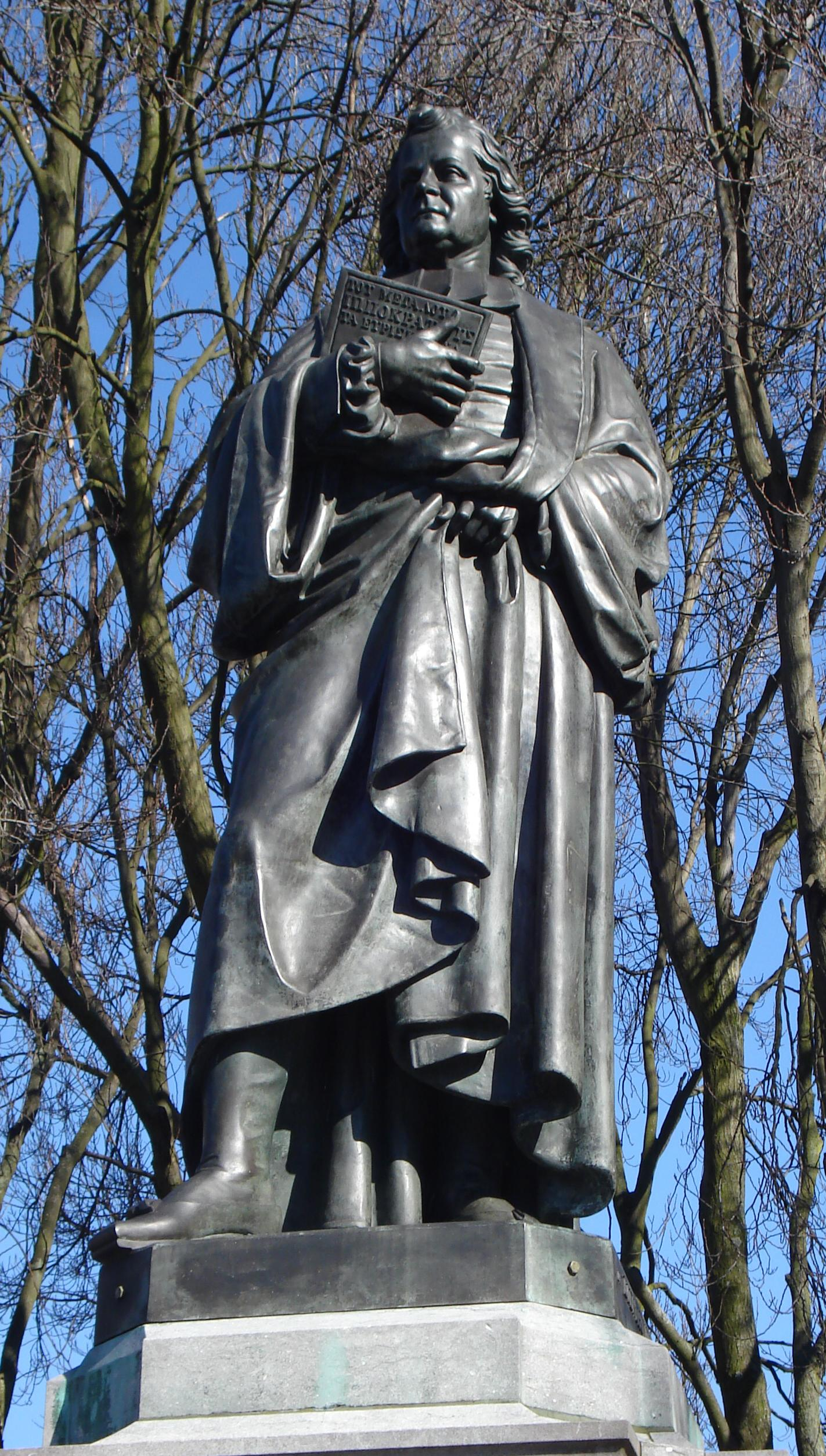
Пам'ятник Бургаве в Лейдені
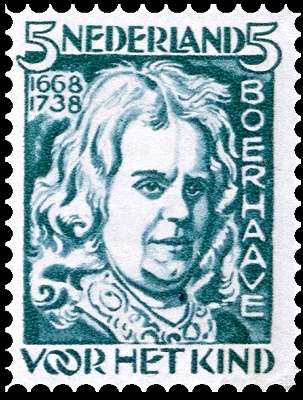
Поштова марка 1928 року з портретом Германа Бургаве
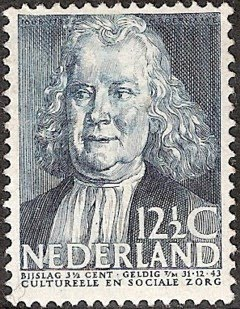
Поштова марка з портретом Бургаве